# Умова Слейтера
Умова Слейтера — це достатня умова для сильної двоїстості в задачі опуклої оптимізації. Умову названо ім'ям Мортона Л. Слейтера. Неформально, умова Слейтера стверджує, що допустима область повинна мати внутрішню точку (див. подробиці нижче).
Умова Слейтера є прикладом умов регулярності . Зокрема, якщо умова Слейтера виконується для прямої задачі, то розрив двоїстості дорівнює 0 і якщо значення двоїстої задачі скінченне, воно досягається.

## Формулювання
Розглянемо задачу оптимізації: Мінімізувати {\displaystyle f_{0}(x)}
За обмежень
{\displaystyle f_{i}(x)\leqslant 0,i=1,\ldots ,m}
{\displaystyle Ax=b} ,
де {\displaystyle f_{0},\ldots ,f_{m}} — опуклі функції. Це випадок задачі опуклого програмування.
Іншими словами, умова Слейтера для опуклого програмування стверджує, що сильна двоїстість виконується, якщо є точка {\displaystyle x^{*}}, така, що {\displaystyle x^{*}} лежить строго всередині області допустимих розв'язків (тобто всі обмеження виконуються, а нелінійні обмеження виконуються як строгі нерівності).
Математично умова Слейтера стверджує, що сильна двоїстість виконується, якщо існує точка {\displaystyle x^{*}\in \operatorname {relint} (D)} (де relint позначає відносну внутрішність опуклої множини {\displaystyle D:=\cap _{i=0}^{m}\operatorname {dom} (f_{i})}), така, що
{\displaystyle f_{i}(x^{*})<0,i=1,\ldots ,m,} (опуклі нелінійні обмеження)
{\displaystyle Ax^{*}=b}.

## Узагальнені нерівності
Нехай дано задачу: Мінімізувати {\displaystyle f_{0}(x)}
За обмежень
{\displaystyle f_{i}(x)\leqslant _{K_{i}}0,i=1,\ldots ,m}
{\displaystyle Ax=b} ,
де функція {\displaystyle f_{0}} опукла, а {\displaystyle f_{i}}{\displaystyle K_{i}} — опукла для будь-якого {\displaystyle i}. Тоді умова Слейтера каже, що у випадку, коли існує {\displaystyle x^{*}\in \operatorname {relint} (D)}, таке, що
{\displaystyle f_{i}(x^{*})<_{K_{i}}0,i=1,\ldots ,m} і
{\displaystyle Ax^{*}=b,}
то має місце сильна двоїстість.